# Râul Grid, Părău
Râul Grid este un afluent al râului Părău. 

## Hărți
- Harta Județului Brașov